# NGC 7450
NGC 7450 ist eine Balken-Spiralgalaxie mit aktivem Galaxienkern vom Hubble-Typ SB(r)a im Sternbild Wassermann auf der Ekliptik, die schätzungsweise 146 Millionen Lichtjahre von der Milchstraße entfernt ist.
Im selben Himmelsareal befinden sich u. a. die Galaxien NGC 7443 und NGC 7444.
Das Objekt wurde am 19. November 1876 von dem Astronomen Wilhelm Tempel mit seinem 11-Zoll-Teleskop entdeckt und später von Johan Dreyer in seinen New General Catalogue aufgenommen.